# Стиаттези, Сесар
Сезар Альберто Стиаттези (итал. César Alberto Stiattesi; 26 декабря 1881, Ницца — 16 сентября 1934, Буэнос-Айрес) — аргентинский композитор и дирижёр франко-итальянского происхождения.
Сын Леопольдо Стиаттези (1851—1928), хормейстера и вокального педагога, в 1889 году приглашённого на работу в Аргентину и оставшегося там до конца жизни; вместе с отцом прибыл в эту страну и семилетний Сезар. Учился игре на скрипке и фортепиано, однако рано обратился к дирижёрской карьере, дебютировав в этом качестве в 1904 году. В 24-летнем возрасте завершил работу над своим главным сочинением — оперой «Бланш де Больё» (исп. Blanca de Beaulieu) по одноимённому раннему рассказу Александра Дюма; эта опера была поставлена в 1910 г. в Театре «Колон» и стала для этого театра первой аргентинской оперой, написанной на испанское либретто, а на премьере дебютировала будущая знаменитость Кончита Супервиа. В дальнейшем Стиаттези преподавал фортепиано и вокал в различных консерваториях Буэнос-Айреса, дирижировал в Театре «Колон», а в 1925 г. был назначен, наряду с Акилле Консоли, одним из руководителей его хора.